# Nils R. Müller
Nils Russell Müller (* 17. Januar 1921 in Shanghai; † 6. März 2007 in Oslo) war ein norwegischer Filmregisseur.
Müller war einer der produktivsten Filmregisseure seines Landes nach dem Zweiten Weltkrieg. Zwischen 1946 und 1975 drehte er 20 Spielfilme, einen abendfüllenden Dokumentarfilm und rund 50 weitere Dokumentar- und Auftragsfilme.
Viele seiner Werke haben einen humoristischen Grundton, z. B. der Film Vi gifter oss („Wir heiraten“) von 1951, der den Schlager Hva var vel livet uten deg („Was wäre das Leben ohne dich“) enthält. Aber auch ernsthaftere Themen behandelte er. Er verfilmte zwei Romane des norwegischen Schriftstellers Terje Stigen: 1972 Min Marion („Meine Marion“), in dem das Recht behinderter Menschen auf Liebe thematisiert wird, und 1963 Elskere („Liebende“) mit Ingerid Vardund und Wencke Myhre. Der auf Jens Bjørneboes Roman Den onde hyrde („Viel Glück, Tonnie“) basierende Film Tonny (1962) diskutiert problematische Aspekte der Jugendfürsorge und des Gefängniswesens. Für die Produktion, die im Wettbewerb der Berlinale 1962 startete und in Norwegen eine wochenlange Debatte auslöste, erhielt er den Silberklumpen der norwegischen Kinobetreiber.
1996 wurde Müller (mit 75 Jahren) mit einer Ehren-Amanda für sein Lebenswerk geehrt.